# Eddie Borysewicz
Edward 'Eddie B' Borysewicz (Polonia, 18 de marzo de 1939 - Drezdenko, 16 de noviembre de 2020) fue un entrenador de ciclismo polaco, que llevó a Estados Unidos a la fama mundial del ciclismo, aunque al principio apenas hablaba inglés. 
El equipo estadounidense de ciclismo, bajo su dirección, ganó nueve medallas en los Juegos Olímpicos de Los Ángeles en 1984. Era la primera vez que los estadounidenses ganaban medallas desde 1912.  Audrey McElmury ganó el Campeonato Mundial de Ciclismo en Ruta en 1969, seguida por Beth Heiden, en 1980.

## Primeros años
Borysewicz nació en el noreste de Polonia, una región que ahora forma parte de Bielorrusia. Originalmente era corredor. Se cambió al ciclismo en su juventud, mostrando rápidamente talento en las carreras y convirtiéndose en dos veces campeón nacional junior. Siguieron dos años de servicio militar nacional, durante los cuales el ejército le negó un lugar en su batallón deportivo porque su padre era anticomunista. Fue diagnosticado erróneamente con tuberculosis después de dejar el ejército, pero se recuperó para ganar dos campeonatos nacionales más. Sin embargo, los efectos del tratamiento contra la tuberculosis afectaron negativamente a su hígado, por lo que dejó de correr y buscó un título en educación física en la Universidad de Varsovia. Reclamó 30 campeonatos nacionales y mundiales durante su entrenamiento posterior, y entre los campeones que entrenó estaba Mieczysław Nowicki, más tarde nombrado Ministro de Deportes en Polonia.
Fue a los Juegos Olímpicos de Montreal en 1976 como asistente de la selección polaca. Fue de allí al estado de Nueva Jersey en los Estados Unidos, para ver a amigos con los que había corrido hacia Polonia. Allí se asoció con el North Jersey Bicycle Club, cuya camiseta llevaba cuando conoció a Mike Fraysse, presidente del comité de competición de la federación estadounidense de ciclismo, en una tienda de bicicletas. La federación había ganado dinero para entrenar y apoyar a los atletas a partir de la investigación del presidente Jimmy Carter sobre el dominio en el deporte de lo que se percibía como aficionados patrocinados por el estado de países comunistas. Fraysee habló con Borysewicz sobre cómo aportar su experiencia en las escuelas deportivas polacas. Hablaban en francés porque Borysewicz no hablaba inglés. El año que viene, la federación estadounidense asumió a Borysewicz como su primer entrenador a tiempo completo. Sus jinetes se refirieron a él como "Eddie B" porque no podían dominar su apellido, pronunciado Borisevich.

## Carrera como entrenador nacional
Borysewicz abrió una oficina en el Centro de Entrenamiento Olímpico de Estados Unidos en Squaw Valley, California. Él dijo:
Cuando comencé, no había nada. Sin oficina, nada. Yo fui el primer chico que no hablaba inglés. Solo tengo un teléfono e incluso tengo que comprar un escritorio. Eso fue en el 78, ¿de acuerdo? Damos grandes pasos. Tengo tantos ciclistas que ganan los Juegos Olímpicos, medallas del campeonato mundial.
Su falta de inglés significó que tuvo que utilizar al hijo de un amigo polaco, otro ciclista, como traductor.
Realmente corta tu autoridad cuando quieres ser mandatario y tienes que hablar a través de un niño de 12 años.
Les dijo a todos los miembros del equipo nacional menos a uno que tenía sobrepeso y observó que Estados Unidos era "una tierra de gente gorda".

Prescindió de jinetes consagrados como John Howard. El historiador Peter Nye dijo:
De repente, muchos ex miembros del equipo nacional se convirtieron en críticos abiertos del nuevo entrenador nacional, alegando que no entendía la filosofía de los ciclistas estadounidenses. La falta de inglés de Borysewicz lo ayudó a perder gran parte de las críticas cuando introdujo el concepto de que el equipo, no el individuo, es lo que cuenta en las carreras. Las carreras estadounidenses a lo largo de los años estuvieron marcadas por individuos que buscaban la victoria en lugar de tácticas de equipo.
Entre los primeros corredores que desarrolló Borysewicz se encontraba Greg LeMond. Lo llamó "un diamante, un diamante claro". Ese año, 1977, Sue Novara quedó segunda en el campeonato mundial de velocidad en pista y Connie Carpenter quedó segunda en el campeonato mundial de ruta.
Estados Unidos no envió un equipo a los Juegos Olímpicos de Moscú. Los rusos y la mayoría de las demás naciones comunistas se mantuvieron alejados del ciclismo masculino en los Juegos de Los Ángeles cuatro años después. Esa competencia disminuyó, pero las cuatro medallas de oro, tres de plata y una de bronce fueron las primeras que ganaron los estadounidenses desde 1912.

## Escándalo de dopaje
Los éxitos de Estados Unidos en Los Ángeles 1984 se vieron influidos por las revelaciones de que los ciclistas recibieron transfusiones de sangre antes de sus eventos, una práctica conocida como dopaje o refuerzo de sangre. Las transfusiones fueron para aumentar los glóbulos rojos en la sangre de los ciclistas, llevando así más oxígeno a sus músculos. Recibieron la sangre de otras personas con grupos sanguíneos similares.
El técnico francés y ex campeón mundial, Daniel Morelon, dijo al diario deportivo L'Equipe que el tratamiento médico estadounidense fue "extremadamente elaborado". Añadió: "No dije que estuvieran tomando drogas, pero por otro lado, nosotros y muchos otros todavía estábamos en la etapa de probar nuestras pequeñas vitaminas". Steve Hegg ganó un oro y una plata; Rebecca Twigg, Pat McDonough y Leonard Nitz ganaron medallas de plata. En la investigación posterior se identificó que habían recibido transfusiones. Los otros fueron John Beckman, Mark Whitehead y Brent Emery. El resto del equipo se negó. Las transfusiones fueron sugeridas por Eddie, por miembros del personal o por el médico que supervisó la estimulación, el Dr. Herman Falsetti, profesor de cardiología en la Universidad de Iowa.
Fraysse, que había traído el nombramiento de Borysewicz como seleccionador nacional, dijo: "Hemos estado investigando este tema durante años y años y años. Ya no íbamos a quedarnos atrás de los rusos o los alemanes orientales". La práctica no iba en contra de las reglas olímpicas, aunque las directrices médicas de los Juegos la desaconsejaban. Ed Burke, sin el conocimiento ni la aprobación de Borysewicz, instaló una clínica en la habitación de un motel de Los Ángeles. Cuatro de los siete atletas que recibieron transfusiones ganaron medallas. La federación de Estados Unidos prohibió el dopaje de sangre en enero de 1985. Aunque Borysewicz negó su participación, tanto él como Burke fueron multados con un mes de salario. Fraysse fue degradado de primer a tercer vicepresidente.

## Carrera como entrenador profesional
Eddie Borysewicz dimitió como entrenador del equipo nacional estadounidense en 1987 parte debido a desacuerdos con miembros de su equipo. Comenzó su propio equipo amateur en 1988. El patrocinio de Sunkyong, una empresa de electrónica coreana, terminó después de un año y Borysewicz buscó un reemplazo en Montgomery Securities . Su director ejecutivo, Thomas Weisel, estuvo de acuerdo con un equipo de 15 que incluía a Lance Armstrong . Ese equipo, después de varios cambios de patrocinio, se convirtió en los equipos del Servicio Postal de EE. UU. Y Discovery Channel para los que Armstrong ganó el Tour de Francia siete veces antes de que esas victorias quedaran vacantes en 2012 después de que la USADA dictaminara que Armstrong se dopó durante cada una de esas victorias.

Borysewicz afirmó que Lance Armstrong fue su descubrimiento y no el del entrenador posterior de Armstrong, Chris Carmichael . Cuando Carmichael dijo de su trabajo en la federación estadounidense que le hubiera gustado tener "cinco Lances", Borysewicz respondió:
¿Por qué él (Chris Carmichael) no produce Lances? Ese es su trabajo. Y de todos modos, Lance no es su producto. Lance es mi producto.

## Vida personal
Vivía en Ramona, California. Su casa se incidió en el Cedar Fire de 2003 que devastó el condado de San Diego. Eddie recibió más de 600 cartas de amigos y ciclistas de todo el mundo en respuesta a su pérdida. Las donaciones por un total de $120,000 le permitieron reconstruir su casa.
Después de retirarse como entrenador en 2016, Eddie pasó la mitad del año en Ramona y la otra mitad en Polonia. Falleció el 16 de noviembre de 2020 en un hospital en Drezdenko, Polonia, después de contraer COVID-19. Tenía ochenta y un años, dejó atrás a su esposa Sophie y sus dos hijos, Julia y Edward.

## Premios y honores
- Borysewicz fue incluido en el Salón de la Fama del Ciclismo de los Estados Unidos en 1996.
- Borysewicz recibió el título de Super Master of Sports, el premio más alto del país para los atletas.
- Borysewicz recibió el premio " Padre del ciclismo estadounidense moderno " en los Endurance Sports Awards en San Diego.[11][12]